# Pieter-Jan Monteyne
Pieter-Jan Monteyne (Roeselare, 1 januari 1983) is een Belgisch voetbalcoach en voormalig voetballer.

## Spelerscarrière
Na de jeugdreeksen doorlopen te hebben bij KSV Roeselare belandde hij in 2001 bij Germinal Beerschot. Op 13 september 2008, in de thuiswedstrijd tegen KSV Roeselare, speelde hij 250ste officiële wedstrijd voor de Antwerpse eersteklasser. In 2011 tekende hij bij RAEC Mons, dat toen net was gepromoveerd naar de eerste klasse.
Monteyne is de oudere broer van voetballer Martijn Monteyne.

## Statistieken
| seizoen | club                    | land   | competitie     | wed. | goals |
| ------- | ----------------------- | ------ | -------------- | ---- | ----- |
| 2000/01 | KSV Roeselare           | België | Tweede Klasse  | 29   | 0     |
| 2001/02 | Germinal Beerschot      | België | Jupiler League | 29   | 0     |
| 2002/03 | Germinal Beerschot      | België | Jupiler League | 28   | 1     |
| 2003/04 | Germinal Beerschot      | België | Jupiler League | 26   | 0     |
| 2004/05 | Germinal Beerschot      | België | Jupiler League | 32   | 1     |
| 2005/06 | Germinal Beerschot      | België | Jupiler League | 32   | 0     |
| 2006/07 | Germinal Beerschot      | België | Jupiler League | 33   | 0     |
| 2007/08 | Germinal Beerschot      | België | Jupiler League | 33   | 0     |
| 2008/09 | Germinal Beerschot      | België | Jupiler League | 32   | 2     |
| 2009/10 | Germinal Beerschot      | België | Jupiler League | 28   | 0     |
| 2009/10 | Germinal Beerschot      | België | Play-Off II B  | 6    | 0     |
| 2010/11 | Germinal Beerschot      | België | Jupiler League | 24   | 0     |
| 2010/11 | Germinal Beerschot      | België | Play-Off II B  | 1    | 0     |
| 2011/12 | RAEC Mons               | België | Jupiler League | 27   | 0     |
| 2011/12 | RAEC Mons               | België | Play-Off II B  | 8    | 0     |
| 2012/13 | RAEC Mons               | België | Jupiler League | 35   | 1     |
| 2013/14 | RAEC Mons               | België | Jupiler League | 30   | 1     |
| 2014/15 | Royal Mouscron-Péruwelz | België | Jupiler League | 44   | 0     |
| 2015/16 | Oud-Heverlee Leuven     | België | Jupiler League | 23   | 0     |
|         |                         |        | Totaal         | 437  | 5     |

## Trainerscarrière
Na zijn spelersafscheid ging Monteyne aan de slag als jeugdtrainer van Antwerp FC, waar hij de U18 ging coachen. Tegelijk was hij ook werkzaam in de Topsportschool van Wilrijk onder de vleugels van Voetbal Vlaanderen. In 2021 stapte hij over naar KMSK Deinze om er als assistent van hoofdtrainer Wim De Decker te fungeren. Toen De Decker in 2022 aan de slag ging bij SK Beveren, volgde Monteyne hem naar daar. Beveren eindigde dat seizoen tweede in Eerste klasse B, op nauwelijks een punt van kampioen RWDM.
In juli 2023 maakte Monteyne de overstap naar KV Mechelen, waar hij hoofdtrainer werd van de beloftenploeg in de Tweede afdeling.